# Guillermo Ortiz (futebolista)
Guillermo Ortiz (25 de junho de 1940 – 17 de dezembro de 2009) é um ex-futebolista mexicano que competiu na Copa do Mundo FIFA de 1962.